# Восточная консерватория
Восто́чная консервато́рия — высшее музыкальное учебное заведение в Казани, существовавшее в июле 1921 — феврале 1922 годов. Создана на базе Центральной восточной музыкальной школы как учебно-научный центр, направленный на подготовку музыкальных кадров из коренных народов Поволжья, а также научное изучение и пропаганду традиционной музыкальной культуры этих народов. Было открыто пять факультетов, включая музыкально-этнографический и теории и композиции. В числе ведущих преподавателей консерватории были Р. А. Гуммерт (директор), Н. Ф. Катанов, В. М. Айонов, Н. В. Никольский (директор), О. О. Родзевич, К. А. Корбут, и другие. Постановлением Совнаркома ТАССР от 11 марта 1922 года Восточная консерватория была преобразована в Восточный музыкальный техникум. Вновь консерватория была открыта в Казани в 1945 году.

## История создания

Рудольф Августович Гуммерт

### Предыстория
Казань, являясь одним из центров культуры и образования в российской провинции, к концу XIX века располагала несколькими музыкальными школами, функционировавшими в частном порядке. В 1885 году А. Л. Орлов-Соколовский предложил проект музыкальной школы на базе оперного театра, которая бы готовила оркестрантов и хористов, однако финансово-организационные трудности воспрепятствовали его реализации. Р. А. Гуммерту в 1904 году удалось открыть музыкальное училище под патронажем Императорского Русское музыкального общества. Академические музыкальные занятия также были предусмотрены программой общеобразовательных учреждений Казанского учебного округа, например, Родионовского института благородных девиц, Казанского императорского университета. Музыкальное образование татар-мусульман осуществлялось в процессе освоения «конфессионального искусства» в мусульманских учебных заведениях. В медресе «Мухаммадия» в Казани в определённое время разрешено было заниматься пением, посещать театральные спектакли.

### Проекты 1918 года
1 января 1918 года музыкальным педагогом и общественным деятелем В. М. Айоновым была открыта «Студия свободных искусств», которая предусматривала профессиональную подготовку не только русских музыкантов, но и представителей коренных поволжских народов. Айонов, вместе с Р. А. Гуммертом, предложил проект Центральной высшей музыкальной школы (ЦВМШ), поддержанный в сентябре 1918 года Наркомпросом РСФСР; в составлении проекта приняли участие Н. В. Никольский и Н. Ф. Катанов. Айонов и Васильев образовали «вербовочную комиссию», которая привлекала абитуриентов из сельских районов: в списках школы оказалось 214 татар, 77 чувашей, 41 мариец и 15 удмуртов. В учебном заведении был основан музыкально-этнографический факультет, на котором преподавали Н. Катанов, Н. Никольский, скрипач и композитор И. Козлов, А. Симаков. В 1920 году в связи с реформой образования и открытия третьей ступени образования школа была преобразована в Центральную высшую восточную музыкальную школу (ЦВВМШ).

### Существование Восточной консерватории
23 июля 1921 года на базе ЦВВМШ была открыта Восточная консерватория. В её основу были положены проекты В. Айонова и Р. Гуммерта. Так, из проекта «Народной консерватории» Р. Гуммерта следовал принцип общедоступности, согласно которому высшее музыкальное образование должно «получить доступ к народу и там развиваться». Как и В. Айонов в основу педагогической системы Р. Гуммерт положил хоровое пение, которое позволит «распространять хоровое искусство в школах, деревнях, на фабриках, заводах». Наряду с этим, Р. Гуммерт считал важным фактором основательное изучение музыкально-теоретических дисциплин.
Административно Восточная консерватория подчинялась Татнаркомпросу и являлась высшим учебным и учебно-педагогическим учреждением. Руководящим органом был художественный совет, директором был избран Р. А. Гуммерт. Согласно уставу, функционировали пять факультетов (фортепианный, оркестровый, вокальный, теоретико-композиторский и музыкально-этнографический), было набрано около 700 студентов, работали шесть профессоров и пятьдесят восемь преподавателей. Однако постановлением Совета Народных Комиссаров РСФСР от 11 марта 1922 года Восточная консерватория была объединена с Казанской государственной двухступенной музыкальной школой и преобразована в Восточный музыкальный техникум. Общественность Татарстана надеялась на скорейшее преобразование техникума в музыкальный вуз, чего так и не произошло. Основными причинами этого являлась кончина или отъезд из Казани ведущих преподавателей, общая нехватка средств и невостребованность в революционные годы академического образования, основанного на системном, длительном и «затратном» обучении.

## Учебно-научный процесс
Сохранившиеся учебные программы Восточной консерватории свидетельствуют о сохранении классического академического преподавания. Предметы разделялись на обязательные и основные. Обязательными являлись: теория музыки, сольфеджио, история музыки, импровизация, история искусств, гармония и контрапункт. В состав основных предметов входили теория композиции, игра на органе, струнных и духовых инструментах, фортепиано и вокал. Студенты второй и третьей ступеней обучения проходили инструментоведение и анализ музыкальных форм. Для вокалистов в учебный план были включены ансамбль, дикция, сценическая подготовка, итальянский язык, пластика и фехтование, для органистов — игра на фортепиано и импровизация, для скрипачей — игра на альте.
Для подготовки национальных кадров в учебный план были включены история и психология народов Поволжья, Приуралья и Сибири. Впервые было налажено преподавание методики обработки народной музыки, истории народных музыкальных инструментов, русской народной музыки, «поэтическое творчество финно-угорских и тюрко-татарских племён». Под руководством И. С. Морева был открыт инструкторский хоровой класс для подготовки преподавателей пения с целью музыкального просвещения народов Востока. По его же инициативе были созданы татарский, марийский и чувашский хоры.
Программы обучения были рассчитаны на длительный срок, так, обучение по классу сольного пения было рассчитано на пятилетний срок. На первом этапе основное внимание уделялось постановке голоса и гимнастике дыхания на основе пения гамм, голосовых упражнений и вокализов. Следующий этап посвящался более сложным упражнениям, вокализам, первоначальному ознакомлению с ариями итальянских композиторов и романсами русских композиторов. На экзамене было необходимо исполнить двадцать вокализов, два романса и одну арию. На последующих ступенях обучения значительно расширялся объём технических упражнений. К завершению программы обучения учащиеся должны были освоить сложную программу и исполнить её на высоком художественном и техническом уровне. Скрипичный класс предусматривал подготовительное отделение, на которое принимали лиц возрасте от двенадцати до шестнадцати лет, которых знакомили с инструментом, придавая особое внимание постановке рук и изучению основных приёмов владения смычком.
Сразу же после основания консерватории при ней начала работу научная музыкально-этнографическая ассоциация, председателем которой был Н. В. Никольский. Ассоциация была создана ещё при ЦВВМШ, и сразу проектировалась как научная лаборатория. В составе ассоциации работали В. Айонов, Н. Катанов, А. Симаков, И. Козлов, В. Адлер, и другие. С марта 1921 года регулярно, раз в месяц, устраивались научные заседания с заслушиванием докладов; которых до конца года было заслушано 11. Тематика, судя по протоколам, была самой разнообразной: «Музыка турецкого Востока в сравнении с музыкой народностей, населяющих Поволжье», «О кряшенском песнетворчестве», «Народная музыка северных мусульман» и «Пятизвучные бесполутоновые гаммы в татарской и башкирской народной музыке и их музыкально-теоретический анализ». Ассоциация публиковала и научные («учёные») труды.